# Phobia
Pour les articles homonymes, voir Phobia (homonymie).
Pour plus de détails, voir Fiche technique et Distribution.
Phobia est un film canadien réalisé par John Huston, sorti en 1980.

## Synopsis
Les patients d'un psychiatre un peu expérimental sont tués conformément à leurs propres phobies : qui peut bien commettre ces crimes ? Les meurtres s'enchaînent et la fin du film confirme ce que le spectateur avait deviné depuis longtemps. Il n'y aura pas de rebondissement.

## Fiche technique
- Titre : Phobia
- Réalisation : John Huston
- Scénario : Gary Sherman, Ronald Shusett, Peter Bellwood, Jimmy Sangster et Lew Lehman
- Production : Zale Magder
- Musique : André Gagnon
- Photographie : Reginald H. Morris
- Montage : Stan Cole
- Pays d'origine : Canada - États-Unis
- Format : Couleurs - 1,85:1 - Dolby Digital - 35 mm
- Genre : Drame, horreur, thriller
- Durée : 94 minutes
- Date de sortie : 
  -  États-Unis : 9 septembre 1980
  -  France : 16 février 1983

## Distribution
- Paul Michael Glaser (VF : Jean Roche) : Docteur Peter Ross
- Susan Hogan : Jenny St Clair
- John Colicos (VF : Marc de Georgi) : Barnes
- David Bolt (VF : Serge Lhorca) : Henry Owen
- Patricia Collins (VF : Marion Loran) : Docteur Alice Toland
- David Eisner (VF : Lambert Wilson) : Johnny Venuti
- Lisa Langlois (VF : Céline Monsarrat) : Laura Adams
- Alexandra Stewart (VF : Évelyn Séléna) : Barbara Grey
- Robert O'Ree (VF : Robert Liensol) : Bubba King
- Neil Vipond (VF : Roland Ménard) : Docteur Clegg
- Marian Waldman (VF : Paule Emanuele) : Madame Casey
- Kenneth Welsh : Cycliste
- Gwen Thomas (VF : Claude Chantal) : Docteur Clemens
- Joan Fowler (VF : Nicole Favart) : Infirmière en chef

## Autour du film
- Dans ses mémoires Mon bel âge Alexandra Stewart évoque le tournage du film : John Huston s'était vu proposer le projet sans doute en raison de son film sur Freud ; il n'approuvait pas du tout le jeu de la vedette masculine et ne fut pas très pris en considération par l'équipe de production. Mais ce film raté lui permit de relancer sa carrière et de tourner À nous la victoire.